# Golfo da Rainha Maud
O golfo da Rainha Maud (em inglês:  Queen Maud Gulf) é um golfo situado no ártico canadiano e que se estende entre a costa continental do norte do Canadá e a costa sudeste da ilha Victoria. As suas costas e águas pertencem ao território de Nunavut, Canadá.
Poucas pessoas vivem nas costas do golfo, existindo apenas algumas aldeias e comunidades, como Cambridge Bay (em inuit, Iqaluktuuttiaq), na ilha Victoria, no início do estreito de Dease, com 1477 pessoas no censo de 2006, e Iqsuqtuq (na ilha do Rei Guilherme).